# Famille Coppo
La famille Coppo est une famille patricienne de Venise, habitant la cité dès sa fondation et qui a été intégrée à la noblesse lors de la clôture du Maggior Consiglio.

## Historique
Elle n'a pas laissé de grands personnages à l'histoire de la République mais elle fait partie du Maggior Consiglio et donne de nombreux podestats et châtelains dont Marco Coppo qui est châtelain de Moccò vers 1470.
On compte également parmi ses membres Pietro Coppo qui est le premier géographe à cartographier l'Istrie.

## Armes

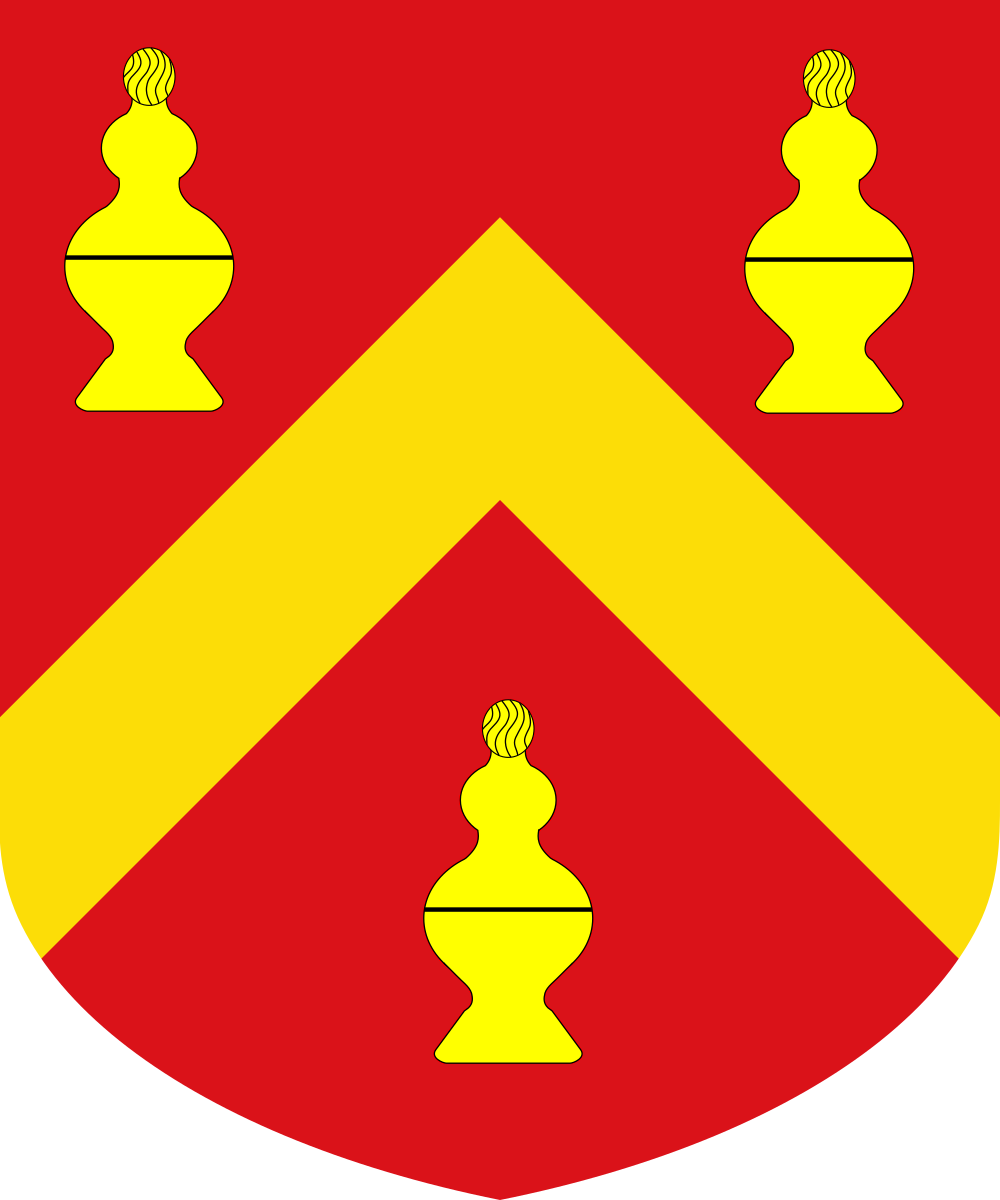
armes des Coppi

Les armes des Coppo se composent de gueules avec un chevron et trois coupes couvertes d'or.[réf. nécessaire]